# Godtfred Holmvang
Godtfred Holmvang (Bærum, 7 ottobre 1917 – Vancouver, 19 febbraio 2006) è stato un multiplista norvegese, soprannominato Gotti, fu campione europeo nel decathlon a Oslo 1946.

## Carriera
A Giochi olimpici fu 10º a Londra 1948.

## Palmarès
| Anno | Manifestazione     | Sede | Evento    | Risultato | Punteggio |
| ---- | ------------------ | ---- | --------- | --------- | --------- |
| 1946 | Campionati europei | Oslo | Decathlon | Oro       | 6987      |